# Official Charts
L'Official Charts est une organisation inter-professionnelle qui édite les divers classements officiels de ventes de disques au Royaume-Uni, incluant le UK Singles Chart, le UK Albums Chart, le UK Download Chart, le Music Video Chart, le UK DVD Chart, ainsi que des classements par genre de musiques (UK Dance Chart, UK Indie Chart, Official Hip Hop and R&B Chart, UK Rock and Metal Chart) et les classements singles et albums écossais et gallois. 

## Noms
L'Official Charts est anciennement nommé Chart Information Network (1990-2001 ; ou CIN), puis l'Official UK Charts Company (2001-2008) et Official Charts Company ou OCC (2008-2023). Il est nommé Official Charts depuis 2023.

## Histoire
L'OCC produit elle-même ses classements, mais elle confie la collecte et l'assemblage des chiffres de ventes des détaillants à Millward Brown. L'OCC clame couvrir 99 % du marché des singles et 95 % du marché des albums et a pour but de collecter les chiffres de ventes de tout détaillant qui vend plus de 100 produits par semaine. L'OCC est dirigé conjointement par la British Phonographic Industry et la British Association of Record Dealers.
Depuis le 1er juillet 1997, l'OCC compile les classements officiels. Avant cette date, les classements étaient produits par une succession de sociétés d'étude de marché, en commençant par le British Market Research Bureau, en 1969 (publiés par Record Retailer devenu Music Week en 1972) et, plus tard, par Gallup. 
Avant l'apparition de classements officiels, divers prestataires privés en produisaient, le plus notable et le plus ancien étant celui du NME, dont le tout premier chart est publié dans l'hebdo le 14 novembre 1952. Quelques-uns parmi les plus anciens (y compris les premiers classements singles du NME) font maintenant partie intégrante des classements officiels.
Les deux principales différences avec l'organisme américain RIAA sont que l'OCC ne certifie pas les ventes pour chaque album ou single et ne donne pas le chiffre de ventes cumulées atteint par un disque pour la Grande-Bretagne.
Tous les classements de l'OCC sont publiés le dimanche et couvrent les ventes du dimanche au samedi précédent.